# Sébastien Reichenbach
Sébastien Reichenbach (Martigny, 28 maggio 1989) è un ex ciclista su strada svizzero.
Scalatore, professionista dal 2013 al 2024, nello stesso anno ha vinto il Trofeo Matteotti.

## Palmarès
- 2012 (Team Maca-Loca-Scott, una vittoria)

Züri Metzgete
Campionati svizzeri, Prova della montagna
- 2013 (IAM, una vittoria)

Trofeo Matteotti
- 2019 (Groupama-FDJ, una vittoria)

Campionati svizzeri, Prova in linea

## Piazzamenti

### Grandi Giri
- Giro d'Italia

2015: ritirato (16ª tappa)
2017: 15º
2018: 22º
2021: ritirato (16ª tappa)
- Tour de France

2014: 85º
2016: 14º
2019: 17º
2020: 24º
- Vuelta a España

2022: 24º

### Classiche monumento
- Liegi-Bastogne-Liegi

2014: 22º
2015: 24º
- Giro di Lombardia

2013: ritirato
2014: 29º
2016: 23º
2018: 14º
2021: 60º

### Competizioni mondiali
- Campionati del mondo

Melbourne 2010 - In linea Under-23: 57°
Innsbruck 2013 - In linea Elite: ritirato
Innsbruck 2018 - In linea Elite: 32º
- Giochi olimpici

Rio de Janeiro 2016 - In linea: 19º

### Competizioni europee
- Campionati europei

Plumelec 2016 - In linea Elite: 24º
Trento 2021 - In linea Elite: 27º